# Gioielli della Corona greca

Stemma di Ottone I di Grecia: è visibile sopra lo stemma e sopra il manto la corona da lui fatta realizzare per il regno di Grecia alla sua ascesa al trono

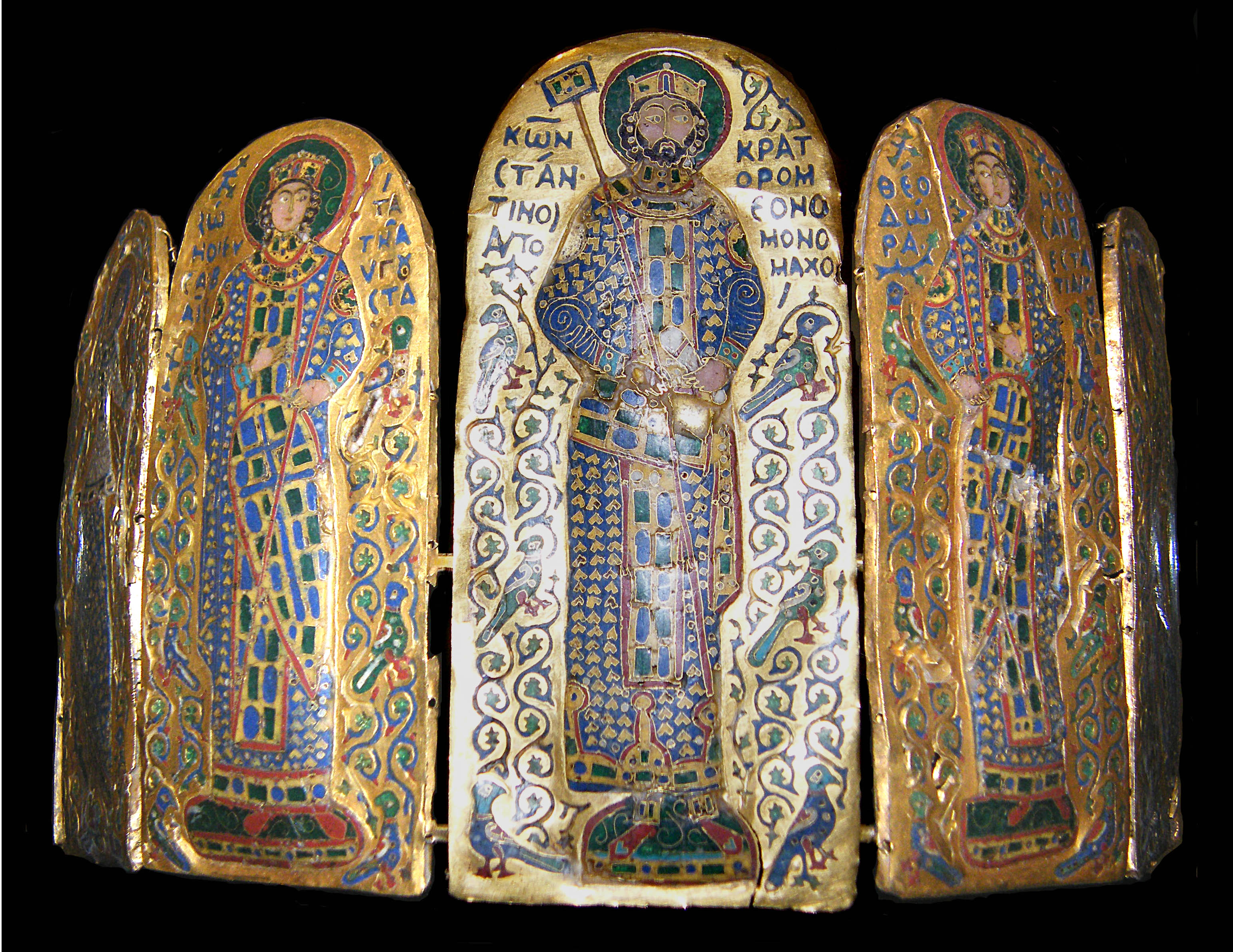
La piastre smaltate della corona di Costantino IX.

Quando Ottone di Baviera divenne primo re della Grecia indipendente nel 1832 a seguito della cacciata dell'Impero ottomano dal suolo greco, egli portò con sé dalla nativa Baviera alcuni gioielli dinastici propri della famiglia dei Wittelsbach da cui egli derivava: una corona, uno scettro e un globo, che vennero dichiarati gioielli della Corona di Grecia. Ad ogni modo, quando egli venne detronizzato a seguito del colpo di Stato del 1862 e fu costretto a tornare in esilio in Germania, egli prese i propri gioielli e li riportò in Baviera.
Nel 1959, Alberto, duca di Baviera, capo della Casa Reale di Baviera dal 1955, donò i gioielli a re Paolo I di Grecia, appartenente ad un'altra dinastia che regnò in seguito sulla nazione ellenica. I monarchi da Ottone I sino a Paolo I, dunque, non vennero più incoronati. I gioielli furono così esposti al pubblico, ma non lo furono  più dopo il colpo di stato del 1967 e sono stati ritrovati solo nel 2023 (saranno esposti nel Parlamento greco, originariamente il Palazzo di Ottone I).
- La corona di Grecia consiste in una classica corona reale all'europea, realizzata in oro e decorata da diamanti, smeraldi e perle oltre a otto archetti sormontati da file di perle che terminano con un unico globo dorato sormontato da una croce greca potenziata avente nel centro un diamante.

- La corona di Niceforo Foca, una corona imperiale bizantina appartenuta all'imperatore Niceforo II Foca (963-969) che costituisce il pezzo più rilevante della collezione ed il più antico. Essa pervenne per vie traverse direttamente da Costantinopoli. Per il suo alto valore simbolico essa non venne mai utilizzata durante le incoronazioni dei monarchi greci ma rimase all'interno del tesoro. Attualmente essa è conservata presso il monastero di Gran Lavra sul monte Athos.

- Le placche smaltate della corona di Costantino IX Monomaco sono ciò che resta dell'originaria corona di Costantino IX Monomaco (1042-1045) e consistono in otto placche stondate in oro che raffigurano dei santi bizantini a smalti. Attualmente sono conservate a Budapest.